# Stomorska
Stomorska – wieś w Chorwacji, w żupanii splicko-dalmatyńskiej, w gminie Šolta. W 2011 roku liczyła 245 mieszkańców.